# Nawałnik reliktowy
Nawałnik reliktowy (Hydrobates macrodactylus) – gatunek średniej wielkości ptaka z rodziny nawałników (Hydrobatidae). Zasiedlał wyspę Guadelupe i jej okolice przy zachodnim wybrzeżu Kalifornii Dolnej. Krytycznie zagrożony wyginięciem, prawdopodobnie wymarły.
Morfologia
Długość ciała wynosi około 21,4 cm, w tym dzioba 1,5 cm i ogona od 8,4 cm do 9,9 cm. Głębokość wcięcia w ogonie wynosi od 2,3 cm do 3,6 cm, natomiast długość skrzydła 15,5–17 cm. Gatunek bardzo podobny do nawałnika białorzytnego (Hydrobates castro), jednak cechują go większe rozmiary oraz głębiej wcięty ogon. Nawałnik reliktowy posiadał całkowicie czarne upierzenie, z wyjątkiem białych pokryw ogonowych oraz kupra.
Lęgi
Gniazdował na dużych wysokościach; gniazdo stanowiło zagłębienie w ziemi pod sosną kalifornijską (Pinus radiata) lub cyprysem z gatunku Cupressus guadalupensis. Jaja składane były od wczesnego marca do późnego czerwca. Jaja w kolekcji Muzeum Brytyjskiego są owalne w kształcie, o wymiarach około 3,505 na 2,7 cm oraz 3,454 na 2,6 cm.
Status, zagrożenia
Obecnie gatunek klasyfikowany przez IUCN jako krytycznie zagrożony wyginięciem (prawdopodobnie wymarły) – CR (PE). Ostatnie potwierdzone lęgi miały miejsce w 1912 roku. Poszukiwania w latach 1922, 1925 oraz w latach 70. XX wieku nie dały efektu. Jednakże ostatnia wyprawa badawcza w odpowiedniej do obserwacji porze miała miejsce w 1906 roku. Przyczynę wymierania stanowiło drapieżnictwo ze strony zdziczałych kotów oraz niszczenie środowiska lęgowego przez kozy; te ostatnie zostały wytępione na wyspie w 2004 roku.